# 成本劣可加性
成本劣可加性,也称作成本部分可加性或次可加性（英語：Subadditivity）是1982年威廉·鲍莫尔、潘泽和威利格用来描述自然垄断的概念。

## 定义
如果在某行业中某单一企业生产所有各种产品的成本小于若干个企业分别生产这些产品的成本之和，则该行业的成本就是劣可加的，该行业属于自然垄断行业。